# Canova (Dakota Południowa)
Canova – miasto w Stanach Zjednoczonych, w stanie Dakota Południowa, w hrabstwie Miner.